# Ian Brady
Ian Brady (Glasgow, 2 januari 1938 - Merseyside, 15 mei 2017) was een Britse seriemoordenaar.
Hij verwierf bekendheid vanwege de zogenaamde "Moors Murders", een serie moorden op kinderen en jongeren in en om Manchester tussen juli 1963 en oktober 1965, in samenwerking met Myra Hindley. De slachtoffers waren Pauline Reade, John Kilbride, Keith Bennett, Lesley Ann Downey en Edward Evans. Ten minste vier van hen waren seksueel misbruikt. Twee graven werden gevonden op de heide Saddleworth Moor, in 1987 gevolgd door een derde graf. Een vierde slachtoffer, Keith Bennett, is vermoedelijk ook begraven in dit veengebied maar nooit gevonden.
Bij de rechtszaak in 1966 werd Brady schuldig bevonden aan de moord op Evans, Downey en Kilbride. Hij werd veroordeeld tot levenslang. De twee andere moorden kwamen pas medio jaren tachtig aan het licht.
Na jaren in reguliere gevangenissen doorgebracht te hebben werd Brady in 1985, nadat bij hem psychopathie was vastgesteld, overgebracht naar het hoog beveiligde psychiatrisch ziekenhuis Ashworth Psychiatric Hospital in Sefton. Daar bracht hij de rest van zijn leven door. In 2001 schreef hij het boek "The Gates of Janus" over seriemoorden. De publicatie door de Amerikaanse uitgever Feral House leidde tot protesten van de families van zijn slachtoffers.
Sinds 2007 was Brady de langst zittende gevangene in het Verenigd Koninkrijk. Hij overleed op 79-jarige leeftijd.